# Мигунова, Любовь Михайловна
Любовь Михайловна Мигунова (род. 01.08.1940) — бригадир маляров специализированного управления отделочных работ треста «Ивжилстрой» Министерства строительства СССР, гор. Иваново, полный кавалер ордена Трудовой Славы (1991).

## Биография
Родилась 1 августа 1940 года в селе Прудки Мучкапского района Тамбовской области в крестьянской семье. Русская. Выросла в многодетной семье: отец пропал на фронте без вести и мама одна растила шестерых детей. В 1957 году окончила 10 классов местной средней школы.
В том же году уехала на заработки в город Москву, затем в Иваново, где устроилась работать на фабрику им. Зиновьева. В 1959 году перешла в строительно-монтажное управление № 3 (СМУ-3) треста «Ивановострой», начала простой рабочей. Вскоре поступила в бригаду маляров ученицей; после трехмесячных курсов получила специальность «маляр 2-го разряда».
В 1969 году возглавила комсомольско-молодежную бригаду, стал самым молодым бригадиром в тресте. Тогда же была избрана секретарем комсомольского комитета треста, но тогда отказалась от дальнейшей комсомольской карьеры. Активно участвовала в общественной жизни, избиралась депутатом Ивановского областного совета депутатов.
Бригада Мигуновой участвовал в возведении жилых микрорайонов, школ, детских садов и клубов в областном центре. Каждый квартал сдавали несколько жилых домов. Ударный труд бригады был отмечен многими почетными грамотами.
Указами Президиума Верховного Совета СССР от 21 марта 1975 года и от 12 мая 1977 года Мигунова Любовь Михайловна награждена орденами Трудовой Славы 3-й и 2-й степеней соответственно.
Указом Президиума Верховного Совета СССР от 3 августа 1983 года Мигунова Любовь Михайловна награждена орденом Трудовой Славы 1-й степени. Стала полным кавалером ордена Трудовой Славы.
В 1983 году закончила высшую партийную школу в городе Ярославль. В том же году перешла на партийную работу: работала третьим, затем вторым секретарем Ленинского райкома партии города Иваново. На это посту работала до 1991 года. Последние годы работал в строительной коммерческой фирме.
В 1994 году вышла на пенсию.
Живет в городе Иваново.

## Награды
Награждена орденами Трудового Красного Знамени (1971), Трудовой Славы 1-й, 2-й, 3-й степеней:
3 ст. 21.03.1975 № 119754
2 ст. 12.05.1977 № 3108
1 ст. 03.08.1983 № 43
- медалями, в том числе медалями ВДНХ СССР, знаками «Ударник пятилетки», «Победитель социалистического соревнования»"[1].